# Emmanuelle Escourrou
Emmanuelle Escourrou, née en 1969 à Montpellier, est une actrice et scénariste française.

## Filmographie

### Cinéma
- 1988 : Mangeclous de Moshé Mizrahi
- 1988 : Trouble, court métrage de Yannick Saillet
- 1989 : Un été d'orages de Charlotte Brändström : Alix
- 1990 : Baby Blood d'Alain Robak : Yanka (Prix Michel Simon remis par Terry Gilliam)
- 1991 : Ma vie est un enfer de Josiane Balasko : La fille panthère 1
- 1991 : Pourquoi tu paniques de Bruno Gantelet
- 1992 : Víctor Víctor, court métrage d'Edward Porembny
- 1992 : Juliette, court métrage de Didier Bivel
- 1995 : Portrait chinois de Martine Dugowson : Stéphanie
- 1998 : Borderline de Jean-Pierre Gravits
- 1998 : Droit au but de Fred Donzel
- 2000 : Le Dîner de Frédéric Krivine
- 2001 : Vidéo-club de Stéphane Lambert
- 2004 : Les Amazones de Yann Piquer
- 2005 : L'Empire des loups de Chris Nahon : Gozar
- 2005 : Fouladou de Christophe Champay
- 2007 : Born from Pain d'Alex & Nico
- 2009 : Lady Blood de Jean-Marc Vincent : Yanka Mansotti
- 2009 : Le Séminaire (Caméra Café) de Charles Nemes : L'hôtesse du bar #3
- 2014 : Le Domaine des étriqués,  d'Arnold de Parscau
- 2019 : Persona non grata de Roschdy Zem : La barmaid
- 2021: Les Autarciques  de Julien Botzanowski
- 2023 : "Les Chagrins" de Maxime Roy

### Télévision
- 1989 : Le Banquet de Marco Ferreri
- 1990 : L'Enveloppe de Yves Lafaye : Aïcha
- 1991 : Regards d'enfance, épisode Le Garçon qui ne dormait pas réalisé par Michaël Perrotta : Nadège
- 1998 : Vertiges, épisode La Spirale réalisé par Miguel Courtois : Bénédicte
- 1998 : Brigade spéciale, épisode La 7e victime réalisé par Charlotte Brändström : Laëtitia
- 1999 - 2000 : Avocats et Associés, série créée par Valérie Guignabodet et Alain Krief : Paula Collange
- 2000 : PJ, Modèle:Saison 4 épisode 10
- 2000 : La Crim', épisode[Lequel ?]
- 2000 : Commissaire Moulin, épisode Commando à Quatre Pattes, réalisé par Gilles Behat
- 2003 : Caméra Café, épisode Placard Blues
- 2007 : Franck Keller, épisode Passé par les armes réalisé par Valérie Bonnier
- 2006 : Diane, femme flic, épisode Mauvaise pente réalisé par Marc Angelo : La jeune femme de la cité
- 2011 : Where her dreams end de João Paulo Simões : La mystérieuse femme
- 2015 : Marseille, épisode Liberté, Égalité, sans Pitié réalisé par Thomas Gilou : Micheline Zarouel
- 2017 : La Mort dans l'âme de Xavier Durringer : la présidente des Assises
- 2018 : Sam, série, saison 2, épisodes :1, 2, 3, 4, 5, 6 et 7 : Mylène (maman de Max)
- 2020 : La Fugue de Xavier Durringer : Dame foyer

## Théâtre
- 1981 : Le Comte de Monte-Cristo d'Alexandre Dumas, mise en scène de Jean-Max Jalin au Théâtre Armand de Salon de Provence.
- 1982 : Equus de Peter Shaffer, mise en scène de Jean-Max Jalin au Festival Château de l'Empéri dans le cadre des Nuits du Talagard
- 1983 : La Mégère apprivoisée de William Shakespeare, mise en scène de Jean-Max Jalin : Bianca
- 1986 : Salomé d'Oscar Wilde, mise en scène de Jean-François Hirsch : Salomé
- 1987 : Nuit d'amour, mise en scène de Gabriel Garran au Théâtre 13 et à Bruxelles
- 1992 : Qu'importe, le ciel est partout de Patrick Gratien Marin, mise en scène de l'auteur, au Théâtre du Lavoir parisien
- 1996 : La Fille que j'aime de Guillaume Hasson, mise en scène de l'auteur au Théatre d'Orly
- 1997 - 2005 : L'Amour en toutes lettres, mise en scène de Didier Ruiz
- 2006 : Don Juan ou le convive de Pierre de Pouchkine, mise en scène de René Chéneau
- 2011 : Le Cri du poète de Marie-Do Fréval, mise en scène de l'auteure
- 2016-2018 : Stabat Mater Furiosa de Jean-Pierre Siméon au Planétarium de Nanterre-Théâtre des Amandiers
- 2019-2020 Reprise de "l'Amour en toutes lettres" mise en scène de Didier Ruiz au théâtre de Belleville
- 2021 Reprise de l'Amour en toutes lettes mise en scène Didier Ruiz au théâtre du Sillon de Clermont l'Hérault